# City Kaufhaus
Het City Kaufhaus is een zelfstandig warenhuis in Gaggenau. Het warenhuis was oorspronkelijk geopend als een Kaufring-warenhuis in 1980. 

## Geschiedenis
Het warenhuis werd opgericht in 1980 onder de naam Kaufring Gaggenau. Nadat Kaufring in financiële problemen geraakte werd het warenhuis in juli 1981 overgenomen door waren Franz Bernhard Wagener en zijn vrouw Annette Wagener en later omgedoopt tot Kaufhaus Wagener. Het warenhuis groeide en in de regio werd een filiaal geopend in Baden-Baden.
In de periode tussen 1988 en 1998 weerd het warenhuis in Gaggenau meerdere keren gemoderniseerd en uitgebreid. Het kreeg onder meer een glazen lift, een nieuwe indeling en een postkantoor. In 2001 namen Michael Meurers en Harry Schneider het bedrijf over. Op dat moment telde het bedrijf 60 medewerkers. Bij het 25-jarig bestaan van het warenhuis werd de naam gewijzigd in City Kaufhaus GmbH & Co. KG.  
In 2015 had het warenhuis een oppervlakte van 4.000 m² en een parkeergarage met 306 plaatsen.
In april 2024 kondigden de eigenaren aan met pensioen te gaan, wat leidde tot de geplande sluiting van het warenhuis aan het einde van dat jaar. Dit nieuws werd met verdriet ontvangen door de lokale gemeenschap, aangezien het City Kaufhaus een belangrijke rol speelde in het winkelbeeld van Gaggenau. Om het warenhuis voor de stad te behouden, werd het idee van een coöperatie voorgesteld. In mei 2024 werd een informatiebijeenkomst gehouden, waar meer dan 400 geïnteresseerden aanwezig waren. De coöperatie 'Unser Kaufhaus' werd in juli 2024 officieel opgericht met 42 deelnemers en een startkapitaal van meer dan € 850.000, wat boven het benodigde minimum van € 750.000  lag. 
De opgerichte coöperatie besloot om niet het lopende bedrijf over te nemen wegens ongunstige uitkomsten van de due diligence, en verloor daarmee formeel de intentie tot overname. De huurovereenkomst van het warenhuis eindigt eind 2025. Na de sluiting zullen begin 2026 naar verwachting sanerings- en renovatiewerkzaamheden plaatsvinden, waarna een mogelijke herstart als coöperatie plaats zal vinden.